# Saint-Just-Ibarre
Saint-Just-Ibarre é uma comuna francesa na região administrativa da Nova Aquitânia, no departamento dos Pirenéus Atlânticos. Estende-se por uma área de 29,2 km². Em 2010 a comuna tinha 220 habitantes (densidade: 7,5 hab./km²).